# Венессенские евреи

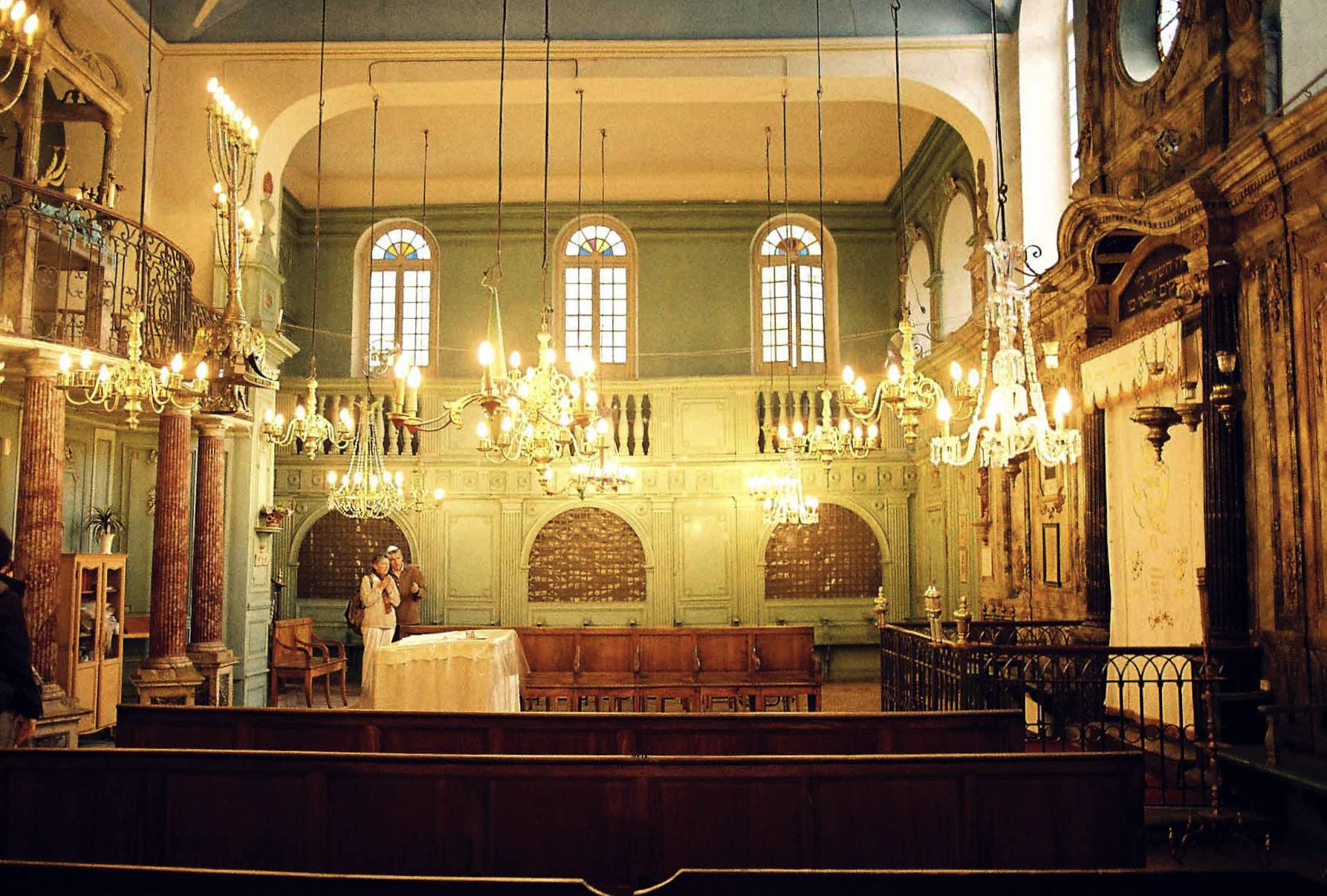
Интерьер синагоги в Карпантра, старейшей на территории Франции

Венессенские евреи, также евреи папы (фр. Juifs du Pape) и евреи графства (Венессен) (Juifs comtadins) — одна из двух общин евреев, которым в XIII—XVIII веках (при так называемом «старом порядке») было официально позволено проживать на территории современной Франции. Использовали для общения еврейско-провансальский диалект.
«Папские евреи» жили в графстве Венессен (включая город Карпантра) и в Авиньоне, проданных в 1274 и 1348 годах Святому Престолу и остававшихся под его администрацией до революционных событий 1791 года. К евреям папская администрация предъявляла многочисленные требования — носить жёлтую шляпу, оплачивать специальные поборы, регулярно посещать проповеди, призывающие их к обращению.
Помимо Венессена, евреям на территории современной Франции разрешалось также жить в Эльзасе, который в Средние века не входил в юрисдикцию французской короны.